# Reichstagswahlkreis Regierungsbezirk Königsberg 9

Die Wahlkreisaufteilung des Deutschen Reichs.

Der Reichstagswahlkreis Provinz Ostpreußen – Regierungsbezirk Königsberg 9 (Wahlkreis 9; Wahlkreis Allenstein-Rössel) war ein Wahlkreis für die Reichstagswahlen im Deutschen Reich und im Norddeutschen Bund von 1867 bis 1918.

## Wahlkreiszuschnitt
Der Wahlkreis umfasste den Landkreis Rössel und den Landkreis Allenstein.
| Jahr | Einwohner |
| ---- | --------- |
| 1890 | 126.941   |
| 1895 | 132.439   |
| 1900 | 132.786   |
| 1905 | 136.015   |
| 1910 | 141.458   |

|      | Landwirtschaft | Industrie und Gewerbe | Handel und Dienstleistungen |
| ---- | -------------- | --------------------- | --------------------------- |
| 1895 | 65,3           | 17,5                  | 17,3                        |
| 1907 | 59,9           | 18,7                  | 21,4                        |

|      | Evangelisch | Katholisch |
| ---- | ----------- | ---------- |
| 1890 | 11,9        | 87,4       |
| 1905 | 13,5        | 85,8       |
| 1910 | 14,3        | 85,0       |

## Abgeordnete
| Wahl                                | Abgeordneter            | Partei               | Bild |
| ----------------------------------- | ----------------------- | -------------------- | ---- |
| Reichstagswahl Februar 1867         | August Uedinck          | Altliberales Zentrum |      |
| Reichstagswahl August 1867 bis 1871 | Bethel Henry Strousberg | Konservative Partei  |      |
| Reichstagswahl 1871 bis 1890        | Rudolph Borowski        | Zentrum              | 0    |
| Reichstagswahl 1890 bis 1893        | Justus Rarkowski        | Zentrum              | 0    |
| Reichstagswahl 1893 bis 1898        | Anton von Wolszlegier   | Polnische Fraktion   | 0    |
| Reichstagswahl 1898 bis 1903        | Eduard Herrmann         | Zentrum              | 0    |
| Reichstagswahl 1903 bis 1908        | Johann Hirschberg       | Zentrum              | 0    |
| Ersatzwahl 1911 bis 1912            | Carl Orlowski           | Zentrum              | 0    |
| Reichstagswahl 1912 bis 1918        | Kunibert Krix           | Zentrum              |      |

Als Teil des überwiegend katholischen Ermlandes war der Wahlkreis eine Parteihochburg des Zentrums.

## Wahlen

### 1867 (Februar)
Es fanden zwei Wahlgänge statt. Im ersten Wahlgang ergab sich folgendes Ergebnis:
| Kandidat       | Partei                | Stimmen | in % | Anmerkungen |
| -------------- | --------------------- | ------- | ---- | ----------- |
|                | F                     | 3108    | 0    | 0           |
| August Uedinck | Altliberales Zentrum  | 6130    | 0    | 0           |
|                | Unabhängiger Bewerber | 1148    | 0    | 0           |

In der Stichwahl ergab sich folgendes Ergebnis:
| Kandidat       | Partei               | Stimmen | in % | Anmerkungen |
| -------------- | -------------------- | ------- | ---- | ----------- |
|                | F                    | 5280    | 0    | 0           |
| August Uedinck | Altliberales Zentrum | 6492    | 0    | 0           |

### 1867 (August)
Es fand nur ein Wahlgang statt.
| Kandidat                      | Partei      | Stimmen | in % | Anmerkungen |
| ----------------------------- | ----------- | ------- | ---- | ----------- |
| Eduard Vogel von Falckenstein | Konservativ | 0       | 0    | 0           |

### Ersatzwahl 1867
Eduard Vogel von Falckenstein lehne die Wahl wegen Doppelwahl ab (er nahm das Mandat im Reichstagswahlkreis Regierungsbezirk Königsberg 3 an). Daher kam es zu einer Ersatzwahl am 10. Oktober 1867. Es fand nur ein Wahlgang statt.
| Kandidat                | Partei                                                      | Stimmen | in % | Anmerkungen |
| ----------------------- | ----------------------------------------------------------- | ------- | ---- | ----------- |
| Bethel Henry Strousberg | Konservativ, trat aber nicht der konservativen Fraktion bei | 3490    | 0    | 0           |
|                         | F                                                           | 3109    | 0    | 0           |

### 1871
Es fand nur ein Wahlgang statt.
| Kandidat         | Partei      | Stimmen | in % | Anmerkungen |
| ---------------- | ----------- | ------- | ---- | ----------- |
|                  | Konservativ | 1671    | 0    | 0           |
|                  | F           | 8122    | 0    | 0           |
| Rudolph Borowski | Zentrum     | 8122    | 0    | 0           |
| Sonstige         | 0           | 15      | 0    | 0           |

### 1874
Es fand nur ein Wahlgang statt.
| Kandidat         | Partei  | Stimmen | in % | Anmerkungen |
| ---------------- | ------- | ------- | ---- | ----------- |
|                  | Lib.    | 1794    | 0    | 0           |
| Rudolph Borowski | Zentrum | 11.195  | 0    | 0           |
| Sonstige         | 0       | 34      | 0    | 0           |

### 1877
Es fand nur ein Wahlgang statt.
| Kandidat         | Partei  | Stimmen | in % | Anmerkungen |
| ---------------- | ------- | ------- | ---- | ----------- |
|                  | NLP     | 1163    | 0    | 0           |
| Rudolph Borowski | Zentrum | 10.502  | 0    | 0           |
| Sonstige         | 0       | 55      | 0    | 0           |

### 1878
Es fand nur ein Wahlgang statt.
| Kandidat         | Partei  | Stimmen | in % | Anmerkungen |
| ---------------- | ------- | ------- | ---- | ----------- |
|                  | NLP     | 1274    | 0    | 0           |
| Rudolph Borowski | Zentrum | 11.417  | 0    | 0           |
| Sonstige         | 0       | 14      | 0    | 0           |

### 1881
Es fand nur ein Wahlgang statt.
| Kandidat         | Partei       | Stimmen | in % | Anmerkungen |
| ---------------- | ------------ | ------- | ---- | ----------- |
|                  | Reichspartei | 250     | 0    | 0           |
|                  | F            | 654     | 0    | 0           |
| Rudolph Borowski | Zentrum      | 11.394  | 0    | 0           |
| Sonstige         | 0            | 19      | 0    | 0           |

### 1884
Es fand nur ein Wahlgang statt. Die Zahl der Wahlberechtigten betrug 21.771 und die Zahl der abgegebenen Stimmen 12.270, von denen 26 ungültig waren. Die Wahlbeteiligung betrug 56,5 %.
| Kandidat         | Partei  | Stimmen | in % | Anmerkungen |
| ---------------- | ------- | ------- | ---- | ----------- |
|                  | F       | 175     | 0    | 0           |
| Rudolph Borowski | Zentrum | 12.037  | 0    | 0           |
| Sonstige         | 0       | 58      | 0    | 0           |

### 1887
Es fand nur ein Wahlgang statt. Die Zahl der Wahlberechtigten betrug 23.051 und die Zahl der abgegebenen Stimmen 16.791, von denen 41 ungültig waren. Die Wahlbeteiligung betrug 73,0 %.
| Kandidat         | Partei       | Stimmen | in % | Anmerkungen |
| ---------------- | ------------ | ------- | ---- | ----------- |
|                  | Reichspartei | 1932    | 0    | 0           |
| Rudolph Borowski | Zentrum      | 14.846  | 0    | 0           |
| Sonstige         | 0            | 13      | 0    | 0           |

Nach dem Tod Borowskis am 24. Januar 1890 fand keine Ersatzwahl mehr statt.

### 1890
In der letzten Wahlperiode hatte Borowski im Reichstag geäußert, „daß es im Ermland keine Polen mehr“ gebe. Diese Aussage provozierte die Kandidatur eines eigenen polnischen Kandidaten. Es fand nur ein Wahlgang statt. Die Zahl der Wahlberechtigten betrug 23.790 und die Zahl der abgegebenen Stimmen 15.191, von denen 46 ungültig waren. Die Wahlbeteiligung betrug 63,9 %.
| Kandidat              | Partei       | Stimmen | in % | Anmerkungen                 |
| --------------------- | ------------ | ------- | ---- | --------------------------- |
| Max von Forckenbeck   | DF           | 403     | 2,7  | 0                           |
| Albrecht von Perbandt | Konservative | 72      | 0,5  | Landrat Bischofsburg        |
| Franz Szczepanski     | Polen        | 5171    | 34,1 | Besitzer in Groß Lemkendorf |
| Carl Schultze         | SPD          | 411     | 2,7  | 0                           |
| Justus Rarkowski      | Zentrum      | 9010    | 59,5 | 0                           |
| Sonstige              | 0            | 78      | 0,5  | 0                           |

### 1893
Der Wahlverein der Polen hatte sich im Vorfeld der Wahl darum bemüht, Dr. Wolszlegier als gemeinsamen Kandidaten mit den Konservativen gegen das Zentrum aufzustellen. Die Konservativen entschieden sich aber für einen eigenen Kandidaten, den Goldschmiedemeister Fischer. Es fanden zwei Wahlgänge statt. Die Zahl der Wahlberechtigten betrug 23.868 und die Zahl der abgegebenen Stimmen im ersten Wahlgang 14.549, von denen 25 ungültig waren. Die Wahlbeteiligung betrug 61,0 %.
| Kandidat              | Partei       | Stimmen | in % | Anmerkungen                   |
| --------------------- | ------------ | ------- | ---- | ----------------------------- |
| Fischer               | Konservative | 2731    | 18,9 | Goldschmiedemeister in Berlin |
| Anton von Wolszlegier | Polen        | 4731    | 32,5 | 0                             |
| Carl Schultze         | SPD          | 98      | 0,7  | 0                             |
| Justus Rarkowski      | Zentrum      | 6887    | 47,4 | 0                             |
| Sonstige              | 0            | 77      | 0,5  | 0                             |

In der Stichwahl unterstützen NLP, Konservative und die evangelische Geistlichkeit Wolszlegier. Die Zahl der abgegebenen Stimmen in der Stichwahl betrug 16.487, von denen 24 ungültig waren. Die Wahlbeteiligung betrug 69,1 %.
| Kandidat              | Partei  | Stimmen | in % | Anmerkungen |
| --------------------- | ------- | ------- | ---- | ----------- |
| Anton von Wolszlegier | Polen   | 9045    | 54,9 | 0           |
| Justus Rarkowski      | Zentrum | 7418    | 45,1 | 0           |

### 1898
Der BdL unterstützte das Zentrum. Es fand nur ein Wahlgang statt. Die Zahl der Wahlberechtigten betrug 24.796 und die Zahl der abgegebenen Stimmen 14.655, von denen 47 ungültig waren. Die Wahlbeteiligung betrug 59,1 %.
| Kandidat              | Partei  | Stimmen | in % | Anmerkungen |
| --------------------- | ------- | ------- | ---- | ----------- |
| Anton von Wolszlegier | Polen   | 5067    | 34,7 | 0           |
| Hugo Haase            | SPD     | 154     | 1,1  | 0           |
| Eduard Herrmann       | Zentrum | 9322    | 63,8 | 0           |
| Sonstige              | 0       | 65      | 0,4  | 0           |

### 1903
Der BdL unterstützte das Zentrum. Es fand nur ein Wahlgang statt. Die Zahl der Wahlberechtigten betrug 24.368 und die Zahl der abgegebenen Stimmen 15.914, von denen 40 ungültig waren. Die Wahlbeteiligung betrug 65,3 %.
| Kandidat                | Partei                | Stimmen | in % | Anmerkungen |
| ----------------------- | --------------------- | ------- | ---- | ----------- |
| Hermenau                | FVP                   | 1265    | 7,5  | 0           |
| Julian von Saß-Jaworski | Polen                 | 3862    | 24,3 | 0           |
| Otto Braun              | SPD                   | 222     | 1,4  | 0           |
| Johann Hirschberg       | Zentrum               | 10.376  | 64,4 | 0           |
|                         | Unabhängiger Bewerber | 43      | 0,3  | 0           |
| Sonstige                | 0                     | 106     | 0,7  | 0           |

### 1907
Konservative, NLP, FVP und FVg einigten sich auf einen gemeinsamen Kandidaten der NLP. Es fand nur ein Wahlgang statt. Die Zahl der Wahlberechtigten betrug 25.480 und die Zahl der abgegebenen Stimmen 21.575, von denen 31 ungültig waren. Die Wahlbeteiligung betrug 84,7 %.
| Kandidat            | Partei  | Stimmen | in % | Anmerkungen |
| ------------------- | ------- | ------- | ---- | ----------- |
| Lieck               | NLP     | 3133    | 14,5 | 0           |
| Leon von Czarlinski | Polen   | 5380    | 25,0 | 0           |
| Otto Braun          | SPD     | 76      | 0,4  | 0           |
| Johann Hirschberg   | Zentrum | 12.944  | 60,1 | 0           |
| Sonstige            | 0       | 11      | 0,0  | 0           |

### Ersatzwahl 1911
Nach Hirschbergs Tod kam es zu einer Ersatzwahl am 27. Februar 1911. Die Konservativen unterstützen den Kandidaten des Zentrums. Es fand nur ein Wahlgang statt. Die Zahl der abgegebenen Stimmen 18.513, von denen 83 ungültig waren. Die Wahlbeteiligung betrug 69,4 %.
| Kandidat           | Partei  | Stimmen | in % | Anmerkungen |
| ------------------ | ------- | ------- | ---- | ----------- |
| Walenty Barczewski | Polen   | 7519    | 40,8 | 0           |
| Hugo Haase         | SPD     | 349     | 1,9  | 0           |
| Carl Orlowski      | Zentrum | 10.504  | 57,0 | 0           |
| Sonstige           | 0       | 58      | 0,3  | 0           |

### 1912
Es fand nur ein Wahlgang statt. Die Zahl der Wahlberechtigten betrug 27.008 und die Zahl der abgegebenen Stimmen 19.678, von denen 124 ungültig waren. Die Wahlbeteiligung betrug 72,9 %.
| Kandidat           | Partei  | Stimmen | in % | Anmerkungen |
| ------------------ | ------- | ------- | ---- | ----------- |
| Robert Gyßling     | FoVP    | 110     | 0,6  | 0           |
| Bernhard Dernburg  | NLP     | 40      | 0,2  | 0           |
| Walenty Barczewski | Polen   | 6746    | 34,5 | 0           |
| Hugo Haase         | SPD     | 408     | 2,1  | 0           |
| Kunibert Krix      | Zentrum | 12.205  | 62,4 | 0           |
| Sonstige           | 0       | 45      | 0,2  | 0           |